# Агамови
Агамови (Agamidae) са семейство влечуги от разред Люспести (Squamata).
Включва над 300 вида гущери, разпространени в тропичните и субтропични части на Стария свят и Австралия. Близкородствени със семейство Игуанови (Iguanidae), те обикновено имат добре развити крака, а опашките им не могат да се откъсват и регенерират, както при някои други гущери.

## Родове
Agamidae – Агамови
- Подсемейство Agaminae
  - Acanthocercus
  - Agama – Агами
  - Bufoniceps
  - Coryphophylax
  - Laudakia – Азиатски планински агами
  - Paralaudakia
  - Phrynocephalus – Кръглоглави агами
  - Pseudotrapelus
  - Stellagama – Препаскови агами
  - Trapelus
  - Xenagama
- Подсемейство Amphibolurinae
  - Amphibolurus – Брадати агами
  - Caimanops
  - Chelosania
  - Chlamydosaurus – Плащеносни гущери
  - Cryptagama
  - Ctenophorus
  - Diporiphora
  - Gowidon
  - Hypsilurus
  - Lophognathus
  - Lophosaurus
  - Moloch – Бодливи дяволи
  - Physignathus – Водни дракони
  - Pogona – Брадати дракони
  - Rankinia
  - Tropicagama
  - Tympanocryptis
- Подсемейство Draconinae
  - Acanthosaura – Акантозаври
  - Aphaniotis – Безухи агами
  - Bronchocela
  - Calotes – Калоти
  - Ceratophora – Рогати агами
  - Complicitus
  - Cophotis
  - Cristidorsa
  - Dendragama
  - Diploderma
  - Draco – Летящи дракони
  - Gonocephalus – Горски дракони
  - Harpesaurus
  - Hypsicalotes
  - Japalura
  - Lophocalotes
  - Lyriocephalus – Цейлонски агами
  - Malayodracon
  - Mantheyus
  - Microauris
  - Mictopholis
  - Monilesaurus
  - Otocryptis
  - Pelturagonia
  - Phoxophrys
  - Psammophilus
  - Pseudocalotes
  - Pseudocophotis
  - Ptyctolaemus
  - Salea
  - Sarada
  - Sitana
- Подсемейство Hydrosaurinae
  - Hydrosaurus – Водни агами
- Подсемейство Leiolepidinae
  - Leiolepis – Пеперудови агами
- Подсемейство Uromastycinae
  - Saara
  - Uromastyx – Шипоопашати гущери